# جين سوتون
جين سوتون (بالإنجليزية: Jean Sutton)‏ (5 يوليو 1917، دنمارك في الولايات المتحدة - 29 مايو 2003)؛ روائية أمريكية.